# Surif
Surif, en arabe : صوريف,  est une ville du gouvernorat de Hébron en Palestine, situé à 25 km au nord-ouest de Hébron, au sud-ouest de la Cisjordanie.
Selon le recensement du bureau central palestinien des statistiques, la localité compte une population de 17 287 habitants en 2017.